# Compromiso de Caspe

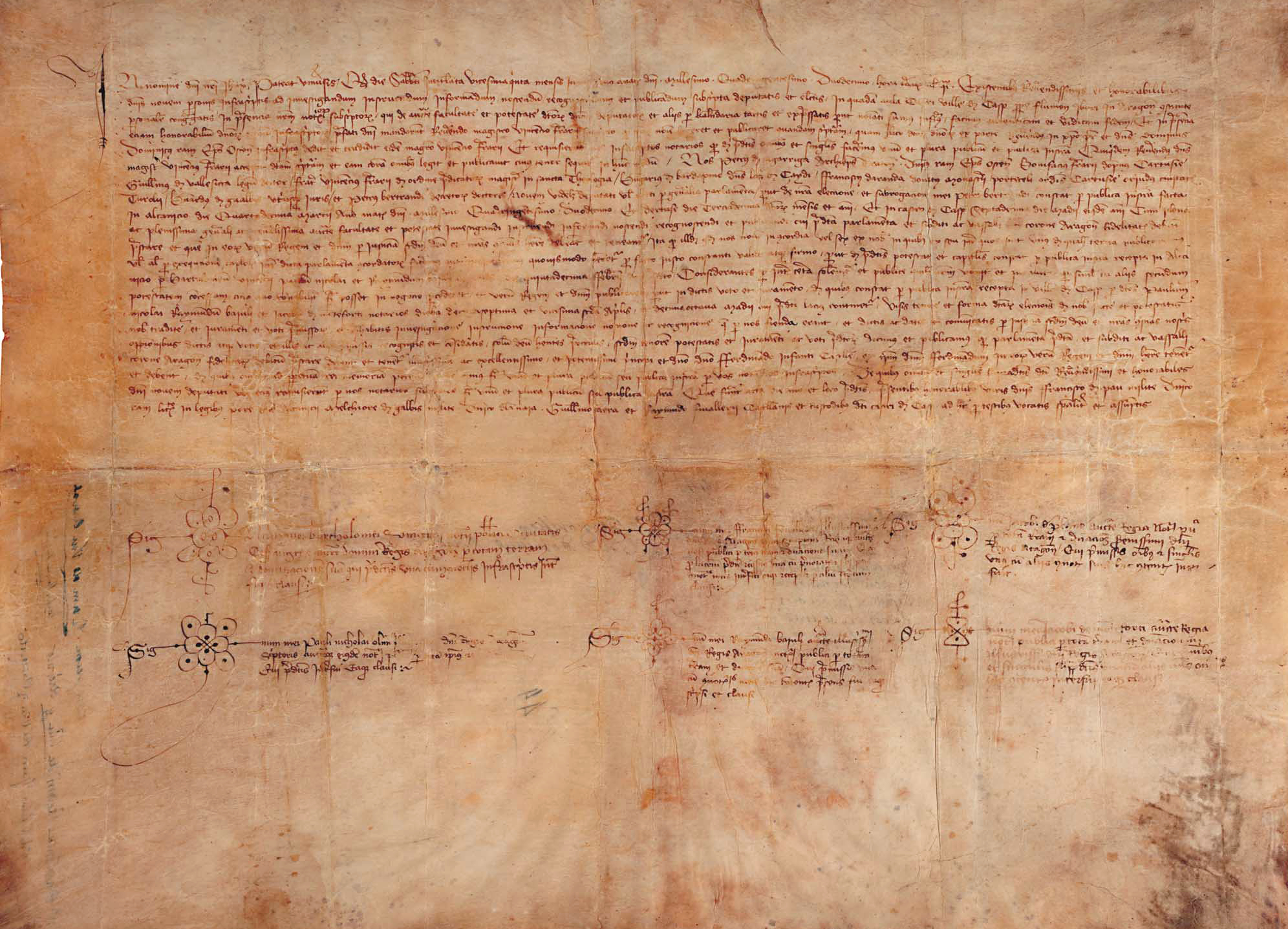
Acta notarial original de la elección unánime de Fernando de Antequera como rey de Aragón por los nueve compromisarios de Caspe. 28 de junio de 1412. En ella puede leerse la proclamación: publicamus quod Parlamenta predicta et subditi ac vassalli Corone Aragonum fidelitatis debitum prestare debent et tenentur illustrissimo ac excellentissimo et potentissimo principi et domino: domino Ferdinando, infanti Castelle, et ipsum dominum Ferdinandum in eorum verum regem et dominum habere tenentur et debent, cuya traducción es: 'publicamos que los parlamentos nombrados y los súbditos y vasallos de la Corona de Aragón deben y están obligados a prestar fidelidad al ilustrísimo, excelentísimo y potentísimo príncipe y señor don Fernando, infante de Castilla, y que al mismo don Fernando deben y están obligados a tener y reconocer como su verdadero rey y señor'.

Escudo de Benedicto XIII, el Papa Luna.

El Compromiso de Caspe fue un pacto establecido en 1412 por representantes de los reinos de Aragón, Valencia y del principado de Cataluña para elegir un nuevo rey ante la muerte en 1410 de Martín I de Aragón (el Humano) sin descendencia y sin nombrar un sucesor aceptado. Supuso la entronización por elección de Fernando de Antequera, regente del reino de Castilla y miembro perteneciente a la dinastía Trastámara, en la Corona de Aragón.
El Compromiso de Caspe muestra una de las cualidades esenciales del régimen de la Corona de Aragón, en el que se anteponía la legitimidad jurídica por encima de los poderes políticos. Este principio tuvo gran influencia en el desarrollo de la Monarquía Española.

## Antecedentes
Apenas dos años y medio después de la muerte de María de Luna, esposa de Martín el Humano, el 25 de julio de 1409 falleció Martín el Joven, el único hijo que había tenido con el rey de Aragón, Martín I. A pesar de que el rey había conseguido legitimar como hijos suyos a varios bastardos, estos no eran aceptables según el derecho de herencia aplicable.
Poco después de la muerte de Martín el Joven, el Papa Luna llegó a Barcelona en pleno Cisma de Occidente, asumiendo la figura de papa de las iglesias españolas. También coincidió la presencia de san Vicente Ferrer en la ciudad, que se encontraba advirtiendo del peligro que suponían los otomanos y la necesidad de contar con un papa indiscutible y un rey con toda legitimidad.
Ante este escenario, Martín el Humano contrajo un nuevo matrimonio con Margarita de Prades con la esperanza de concebir un hijo que asegurara la línea sucesoria, aunque este nunca llegó. El fracaso que supuso la no concepción de un nuevo heredero llevó a Martín I a pensar en reconocer a Fadrique de Luna, un hijo ilegítimo de Martín el Joven, como su sucesor, pero la falta de apoyos le hizo desistir de esta posibilidad.
En esta coyuntura, nombró a Jaime II de Urgel, apoyado por el bando de los Luna, lugarteniente de Aragón en 1408 y gobernador general de la Corona en 1409. Este nombramiento fue rechazado por la Diputación de la Generalidad aragonesa y por el arzobispo de Zaragoza, García Fernández de Heredia, al considerarlo como un virtual reconocimiento a su condición de heredero a la corona contrario a los Fueros de Aragón, dado que el cargo de gobernador general lo ocupaba habitualmente el heredero de la Corona previa convocatoria de Cortes. Jaime de Urgel introdujo tropas armadas en Zaragoza y se desataron en el interior de la ciudad graves disturbios en lo que se conoce como los disturbios de Zaragoza, que culminaron en graves enfrentamientos violentos en las calles de la ciudad el día 14 de mayo de 1410. Ante los sucesos y el rechazo generado al nombramiento de Jaime II de Urgel, Martín I revocó el nombramiento el 17 de mayo de 1410. Pocos días después de las alteraciones de Zaragoza y de revocar el nombramiento, el 31 de mayo de 1410, fallecía el rey sin descendencia legítima y sin nombrar sucesor al trono.
Los distintos candidatos al trono tenían partidarios en cada uno de los territorios que conformaban la Corona de Aragón e incluso en el resto de reinos españoles y el riesgo de división en la Corona era inminente. El Papa Luna tenía un especial interés en la sucesión al trono, pues, en el contexto del Cisma de Occidente, cabía la posibilidad de que los reinos españoles cambiasen sus obediencias. 
En sus últimos días el rey fue visitado en su lecho de muerte por varios miembros de los brazos del principado de Cataluña y, con la presencia de los notarios reales y otros oficiales (camarero, escudero y copero), así como del obispo y el gobernador de Mallorca y el gobernador del principado catalán, por boca del consejero de Barcelona, Ferrer de Gualbes, preguntaron al rey por dos veces en los días 30 y 31 de mayo si quería que su sucesor fuera aquel que debía serlo por justicia, es decir, si el problema de su sucesión se debía dilucidar mediante el examen de los derechos al trono de los distintos candidatos, a lo que Martín I respondió, ya agonizante, de forma afirmativa. El Papa Luna apoyó esta solución. A partir de ese momento la maquinaria de los poderes políticos de la Corona puso en marcha mecanismos que desembocaron en la Concordia de Alcañiz y el Compromiso de Caspe.
Desde entonces, las instituciones de la Corona comenzaron a desarrollar un proceso que sería dirigido por los distintos parlamentos de las respectivas Diputaciones del General o Generalidades que representaban a la sociedad, tal y como se concebía a comienzos del siglo XV, para conseguir restablecer la monarquía y mantener la unidad de la Corona de forma no traumática, evitando la posible guerra civil y fragmentación que podría originar la lucha entre las distintas facciones nobiliarias que apoyaban a sus correspondientes pretendientes.

## Los candidatos al trono de Aragón
Los seis candidatos a la sucesión fueron:
- Fadrique de Luna, conde de Luna, hijo bastardo de Martín el Joven, legitimado en parte por Benedicto XIII, el Papa Luna.
- Jaime II de Urgel, conde de Urgel, hijo de Pedro II de Urgel, nieto de Jaime I de Urgel y bisnieto de Alfonso IV de Aragón, sobrino del difunto rey Martín el Humano y, además, cuñado por ser el esposo de su última hermana aun viva, Isabel, hija de Pedro IV el Ceremonioso y de Sibila de Fortiá, su cuarta mujer.
- Alfonso de Aragón el Viejo, ya anciano, conde de Denia y Ribagorza, marqués de Villena y duque de Gandía, nieto, por línea masculina, de Jaime II de Aragón. Murió poco antes de la reunión de Caspe y fue reemplazado por su hermano Juan de Prades.
- Luis de Anjou, duque de Calabria, sobrino-nieto de Martín el Humano, por los derechos de su madre Violante, hija aun viva del rey Juan I de Aragón, el hermano mayor del fallecido rey Martín I.
- Juan de Prades, conde de Prades, tras la muerte de su hermano Alfonso, el duque de Gandía.Retrato imaginario de Fernando I de Aragón, de Manuel Aguirre y Monsalbe. Ca. 1851-1854. (Diputación Provincial de Zaragoza).

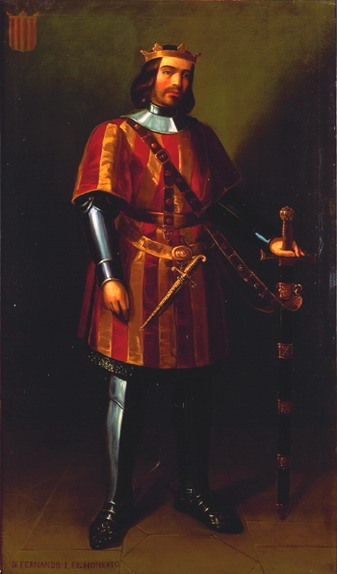
Retrato imaginario de Fernando I de Aragón, de Manuel Aguirre y Monsalbe. Ca. 1851-1854. (Diputación Provincial de Zaragoza).

- Fernando de Trastámara, el de Antequera, infante de Castilla; sobrino de Martín el Humano, nieto de Pedro IV de Aragón, por su madre Leonor de Aragón, la difunta regente de Castilla, la hermana menor del fallecido rey Martín I.

La totalidad de los pretendientes al trono pertenecían a la Casa Real de Aragón y su parentesco con el rey era cercano, por lo que ninguno de ellos rompería el linaje dinástico.
Fernando de Antequera era el pretendiente con más proximidad al último rey de Aragón, pues era nieto de Pedro IV el Ceremonioso. Los derechos a la sucesión aragonesa se transmitían a través de su madre, Leonor de Aragón. El siguiente era Luis de Anjou, también nieto de un rey, Juan I. Aunque Juan I era un rey más reciente que Pedro IV, desde la perspectiva del parentesco con Martín el Humano, dado que la transmisión de la sucesión regia era legítima por la vía femenina, el grado de consanguinidad de Fernando de Antequera con Martín I era de tercer grado, el de Luis de Anjou de cuarto y el de Jaime II de quinto (y fraterno  - segundo - por matrimonio).

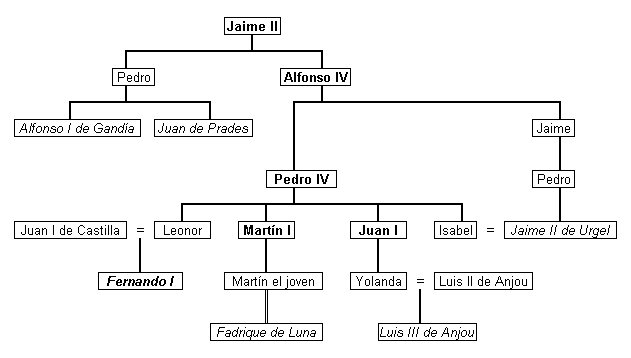
Árbol genealógico de los candidatos al trono (los aspirantes van en cursiva, los reyes de Aragón en negrita).

## El proceso previo

### Parlamento de Calatayud
Habiéndose decidido que el sucesor de Martín I sería el que designara un Parlamento General de la Corona, se constituyeron previamente diversos parlamentos por los estados de la Corona de Aragón. Las corporaciones municipales de Zaragoza, Valencia y Barcelona, a través de sus consellers y jurados, actuaron con rapidez y en junio de 1410 propusieron la constitución de un Parlamento General de la Corona de Aragón que designara un nuevo soberano.
A mediados de mayo de 1411, tras diversas visitas de embajadores de las instituciones de la Corona, se reunieron en Calatayud representantes de los tres estados para diseñar la constitución de un Parlamento General de la Corona bajo la presidencia del arzobispo de Zaragoza, García Fernández de Heredia. Si bien en un momento Luis de Anjou contaba con mayores oportunidades, la obtención de un acuerdo con la corte castellana de que el joven rey Juan II de Castilla, sobrino de Fernando de Antequera, renunciara a cualquier derecho repartió los apoyos, pues se aseguraba un entendimiento entre los dos principales reinos peninsulares. Incapaces de alcanzar un acuerdo, acordaron que los representantes de Aragón se reunieran en Alcañiz, los catalanes en Tortosa y los valencianos en Trahiguera y se comunicaran entre sí mediante embajadores hasta alcanzar un acuerdo.

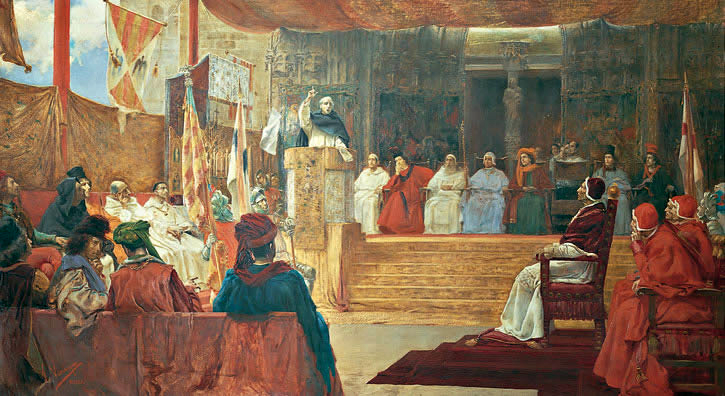
Salvador Viniegra, El Compromiso de Caspe, 1891. Círculo de Bellas Artes.

El 11 de mayo de 1411, el arzobispo de Zaragoza hubo de clausurar el Parlamento porque los urgelistas trataban de apoderarse de él por la fuerza de las armas. En la última sesión del Parlamento, uno de los procuradores, Berenguer de Bardají, consiguió aprobar su propuesta de que los representantes de los tres estados (el Principado de Cataluña y los reinos de Aragón y Valencia), tras reunirse individualmente en lugares cercanos a las fronteras de sus territorios, serían los encargados de decidir cuál era el candidato conveniente, desechando definitivamente la desunión o el uso de la fuerza y con la Iglesia volcada en esta opción de resolución.

### Asesinato del arzobispo de Zaragoza e inestabilidad
El conde de Urgel rechazó la fórmula de resolución acordada por el Parlamento reunido en Calatayud. El 1 de junio de 1411, uno de sus principales partidarios, Antón de Luna, asesinó al arzobispo de Zaragoza, García Fernández de Heredia, presidente de las Cortes, en Almonacid de la Sierra tras un enfrentamiento. Esto provocó que Luis de Anjou, a quien el arzobispo apoyaba en sus pretensiones al trono, perdiera fuerza en su candidatura. La amistad de Antón de Luna con el conde de Urgel, mantenida sin alteración después del crimen, empezó a crear antipatías contra Jaime entre sus propios partidarios, mientras que los parientes del asesinado arzobispo contactaban con Fernando de Antequera para obtener su protección con la ayuda de sus tropas castellanas que entraron en territorio de la Corona de Aragón. El regente de Castilla, así, pasó de pronto a asumir un papel fundamental en el proceso y captó las simpatías de muchos partidarios anteriores de Luis de Anjou y de otros seguidores de Jaime de Urgel. Este suceso amenazó con desatar una guerra civil y durante un mes la situación fue altamente inestable y originó la clausura de los parlamentos de los tres estados.

### Nuevos parlamentos
Tras el asesinato del arzobispo de Zaragoza y en plena inestabilidad, los estados de la Corona de Aragón se esforzaron de reunir cada uno su propio Parlamento. En Cataluña, su Parlamento se formó en Tortosa el 16 de agosto, acercándose así al territorio aragonés y valenciano, concluyendo de forma tajante que la unión de la Corona debía ser conservada, postura que fue trasladada al resto de parlamentos. El Parlamento aragonés se constituyó en Alcañiz. La situación en el Reino de Valencia se encontraba fuera de control, con enfrentamiento violentos entre los urgelistas y las tropas castellanas a las órdenes de Fernando de Antequera. Dividido, pues, en dos bandos, liderado por los Centelles el de Fernando y por los Villaragut el urgelista. Se constituyó en Traiguera un Parlamento valenciano y otro en Vinaroz. La representación del reino de Mallorca fue asumida por la asamblea catalana, aunque enviaron credenciales, y, en las fases finales, emisarios tanto a la asamblea de Aragón como a la de Cataluña.
No logrando el Reino de Valencia unificarse en un parlamento y continuando los enfrentamientos en su territorio, los de Cataluña y Aragón acordaron abandonar la idea de reunir un Parlamento General de la Corona de Aragón y avanzar hacia un sistema de representación de los distintos estados con el compromiso de aceptar lo que estos decidieran.

### La intervención de la Iglesia y el papa Luna
La Iglesia, por su parte, encontraba en 1411 un año crítico. Ya sólo dos papas, en lugar de tres, se disputaban ser cabeza de la Iglesia. El Papa Luna, Benedicto XIII de Aviñón, decidió intervenir y apoyar la causa del candidato castellano, Fernando de Antequera, porque ello aseguraba la cooperación de todos los reinos españoles, lo que suponía su última y segura esperanza. Esta opción contaba, además, con el apoyo de san Vicente Ferrer y de la mayoría de los obispos.
La propuesta del parlamento reunido en Alcañiz apoyada por el de Tortosa fue la que finalmente prevalecería al contar con el apoyo de la Iglesia y del Papa Luna, Benedicto XIII, que decidió mediar en la crisis sucesoria promulgando el 23 de enero de 1412 una bula en la que establecía que el estudio de los derechos al trono de los diferentes pretendientes al trono fuera realizado por compromisarios de los distintos reinos.

## La Concordia de Alcañiz
El 15 de febrero de 1412, los parlamentos de Cataluña y Aragón firman la Concordia de Alcañiz en la que establecen que nueve compromisarios, provenientes de los tres estados, distribuidos en tres grupos ordenados en tres grados, con tres miembros en cada grado, que representarían los intereses de toda la Corona, reunidos en la localidad aragonesa de Caspe, deliberen sobre los derechos de los pretendientes y decidan quién de los candidatos debía ocupar el trono, siempre y cuando el elegido obtenga un mínimo de seis votos y al menos uno de cada grado. La Concordia de Alcañiz no prefiguraba que los grados correspondieran a los diferentes Estados de la Corona o a cualquier otra identificación, como por ejemplo con los estamentos o brazos que componían la sociedad del momento (nobleza, iglesia, ciudadanos). Sin embargo, en la práctica, aunque no se identificaron de ningún modo, acabaron agrupándose las ternas por comisarios de cada uno de los tres Estados peninsulares de la Corona. El Reino de Valencia no había podido instituir un parlamento unificado, por lo que no llegó a tiempo para estar presente en las decisiones finales de la Concordia, a pesar de los esfuerzos aragoneses y catalanes para que pudieran unificar sus asambleas y enviar una representación unitaria a Alcañiz. Sin embargo, el mismo 15 de febrero llegaron enviados de la asamblea de Vinaroz con credenciales para poder confirmar los acuerdos tomados y al día siguiente, el 16 de febrero, los embajadores  Pedro Puyol, Juan Gascó y Pedro Catalá aceptaron en su integridad todo lo acordado en la Concordia, lamentando que no hubieran podido estar presentes representantes del parlamento de Traiguera, ahora reunido en Morella. Los compromisarios quedaron convocados el 29 de marzo de 1412 y dispondrían de dos meses para alcanzar un acuerdo y el 2 de enero de 1412 una bula pontificia reconoció y validó el sistema y el proceso escogido.
Los urgelistas rechazaron la Concordia de Alcañiz y enviaron sus tropas a la conquista de Valencia. Tras la victoria en la batalla de Morvedre con el apoyo de las tropas de los partidarios de Fernando de Antequera sobre el gobernador Guillén de Bellera y los Villaragut, partidarios de Jaime de Urgel, con el apoyo de la caballería del rey de Inglaterra, dirigida por Ramón de Perelló y convocada por el propio Jaime II, se disolvió el parlamento de Vinaroz. A mediados de marzo, llegaron embajadores de Valencia (representada ya unitariamente por el parlamento de Morella) a Tortosa, donde Cataluña ratificaba la lista de compromisarios. Tras finalizar el acuerdo, representantes del parlamento catalán y Juan Subirats, delegado plenipotenciario del parlamento del reino de Aragón, recibieron a los delegados de Valencia y les propusieron sumarse a la elección definitiva. Con pleno consentimiento y sin dudarlo, los tres representantes del reino de Valencia ratificaron el método de los nueve compromisarios y, finalmente, los tres Parlamentos, sin discrepancias, encomendaron a estos nueve elegidos la tarea de deliberar y proclamar al nuevo rey de Aragón.

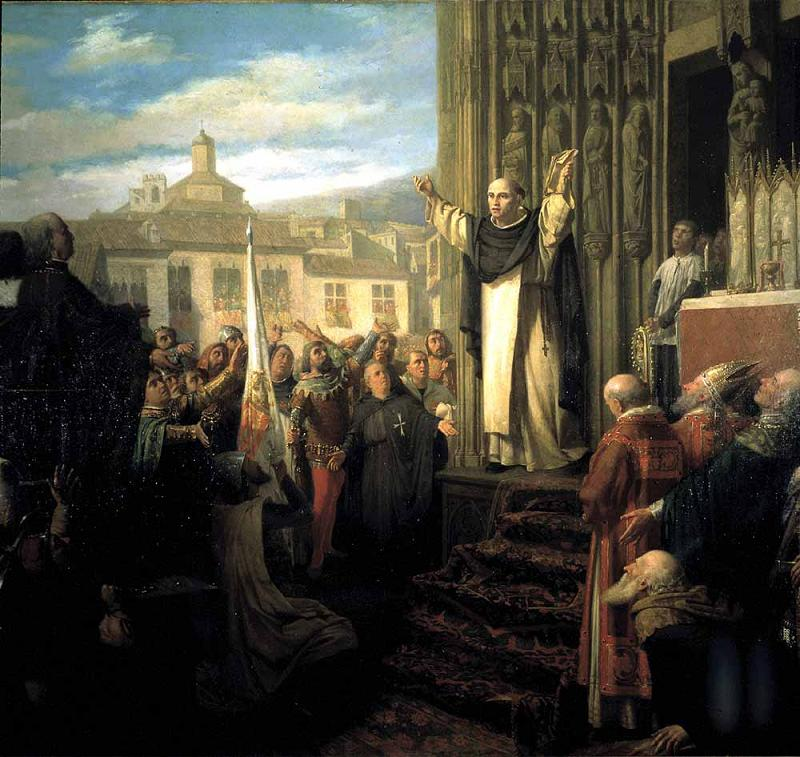
Dióscoro Puebla, Compromiso de Caspe. Medalla de 1.ª Clase en la Exposición Nacional de 1867, Congreso de los Diputados (España)

La elección de los nueve compromisarios fue encomendada por el Parlamento de Aragón a Gil Ruiz de Lihorí, gobernador de Aragón, y a Juan Jiménez Cerdán, Justicia Mayor del reino que designaron a:
- Por Aragón:
  - Domingo Ram, obispo de Huesca.
  - Francisco de Aranda, antiguo consejero real y enviado de Benedicto XIII.
  - Berenguer de Bardají, jurista y letrado general de las Cortes de Aragón.
- Por Cataluña:
  - Pedro de Sagarriga, arzobispo de Tarragona
  - Bernardo de Gualbes, síndico y conseller de Barcelona.
  - Guillem de Vallseca, letrado general de las Cortes catalanas.
- Por Valencia:
  - Bonifacio Ferrer, prior de la Cartuja de Portaceli; y posteriormente residente de la Cartuja de Vall de Cristo (Villa de Altura, Castellón).
  - Vicente Ferrer, dominico valenciano.
  - Ginés Rabassa (o Gener Rabada, según las fuentes), ciudadano de Valencia experto en derecho, que por enfermedad e incapacidad mental debida a su avanzada edad y estado de salud, fue sustituido por Pedro Beltrán.[17]

Esta propuesta fue enviada a la Corte Condal, tras algunas vacilaciones por la composición de los compromisarios de Valencia (se debatió incluir a Arnaldo de Conques en lugar de Bonifacio Ferrer), que ratificó la propuesta enviada por el parlamento de Alcañiz.

## Caspe

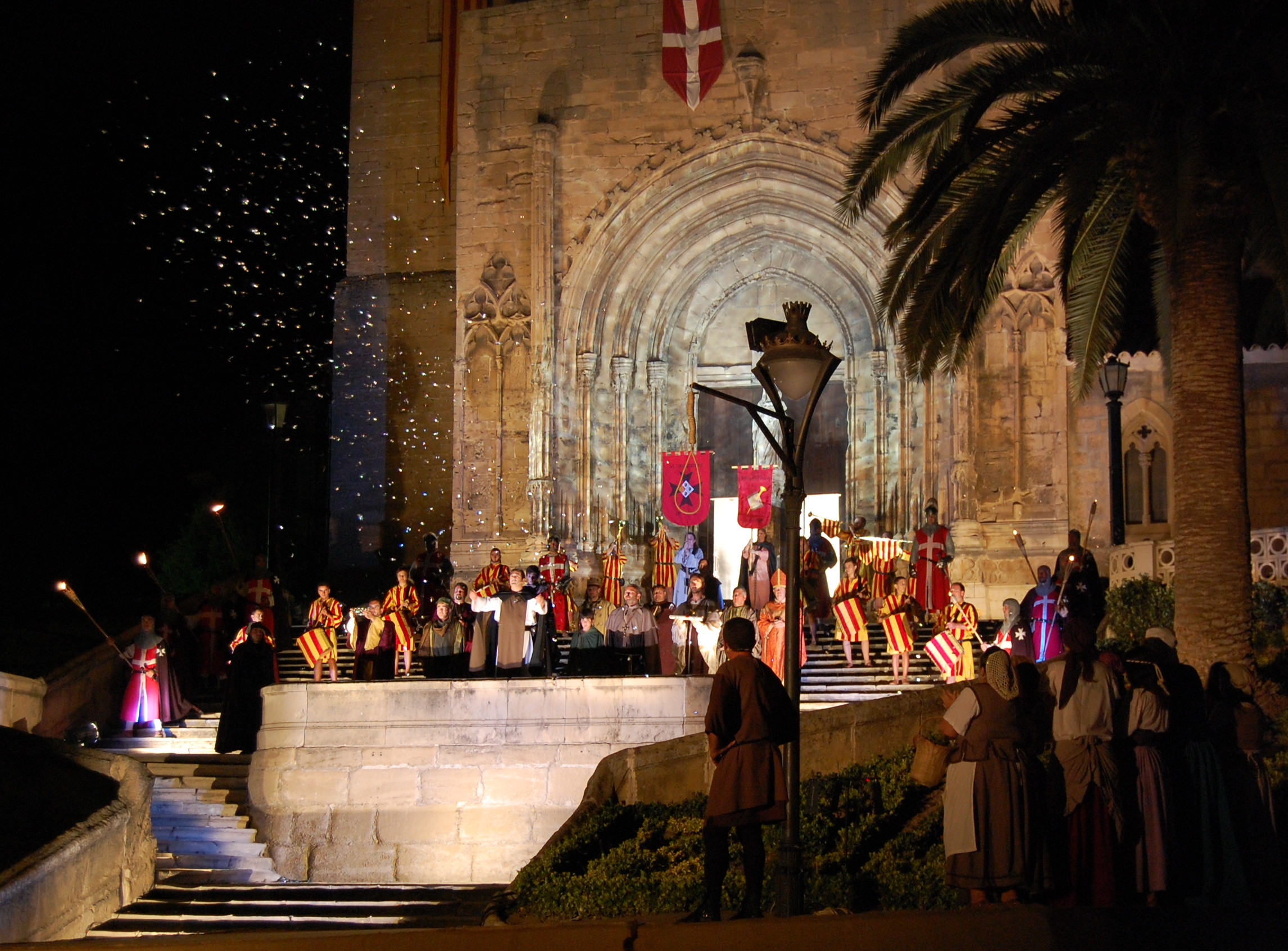
Representación actual de la proclamación de Fernando de Trastámara como rey de Aragón.

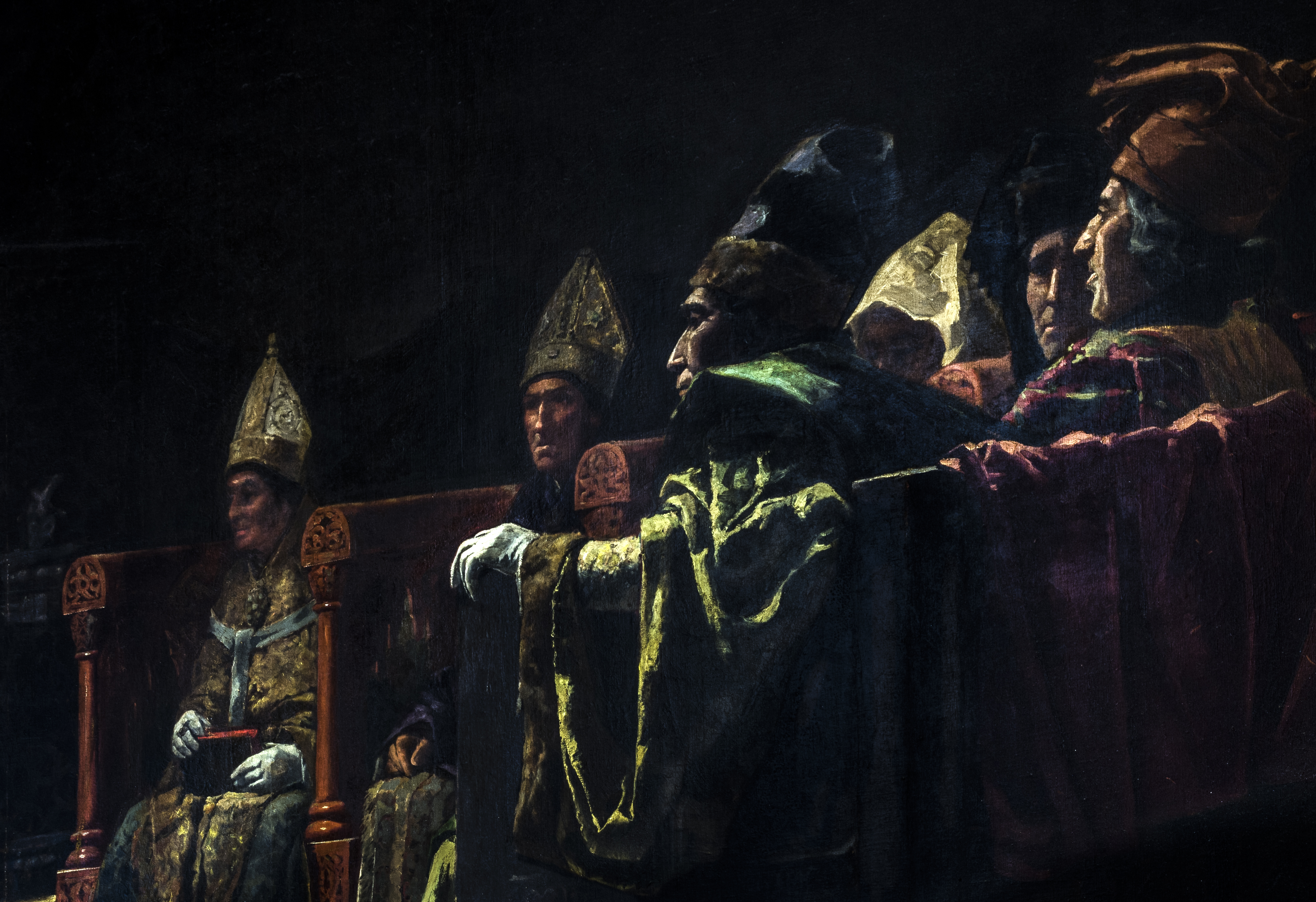
Andrés Parladé, El Compromiso de Caspe, 1890 (Ayuntamiento de Sevilla).

Entre los meses de marzo y abril de 1412 se inician las deliberaciones de los compromisarios, que disponen de un plazo temporal de dos meses para obtener un resultado. En el último momento, el candidato valenciano Rabada hubo de ser sustituido por Pedro Beltrán por razón de enfermedad, aunque esta sustitución no alteró la opinión dominante. Beltrán se abstuvo en el momento de la votación alegando desconocer adecuadamente la cuestión por su tardía incorporación. 
Los compromisarios catalanes decantaron la balanza. Bernardo de Gualbes se mostró abiertamente en favor de Fernando de Antequera, el castellano. Sagarriga alegó que, en lo estrictamente jurídico, correspondía a Alfonso, duque de Gandía, el trono, si bien el castellano era el más conveniente para ocupar el trono. Guillem de Vallseca discrepaba, asegurando que el conde de Urgel estaba por delante del duque de Gandía, pero coincidía en que el castellano era la opción más conveniente.
El acta original notarial de proclamación de Fernando de Antequera como rey de Aragón por los compromisarios el 25 de junio de 1412 y el resto de actas, escritos y testimonios oficiales recogidos en los parlamentos de Aragón, Valencia y Cataluña coinciden en que los compromisarios dieron su conformidad unánimemente a la designación de Fernando. Lo confirma, asimismo, que el mensajero que llevó la noticia a la asamblea catalana de Tortosa, Melchor de Gualbes, contestó a las preguntas del obispo de Gerona Ramón Descatllar acerca del modo en que se había realizado la proclamación, que fue por «las nueve personas en gran y feliz concordia». De igual modo se expresa el informe elaborado por los representantes del parlamento de Cataluña. Además, a instancias de algunos de sus diputados, los tres miembros catalanes del Compromiso de Caspe declararon que «en todo momento habían sido libres y sin miedo de presiones» y que al final del proceso «todos eran de la misma opinión».
No obstante, la versión que contó Jerónimo Zurita en sus Anales de la Corona de Aragón (1562-1580, lib. XI, cap. 87) narraba que hubo una votación en la que seis compromisarios (los tres aragoneses: Domingo Ram, Francisco de Aranda, Berenguer de Bardají; dos valencianos: los hermanos Ferrer; y un catalán: Bernardo de Gualbes) respaldaron la candidatura de Fernando de Trastámara, mientras que los otros dos compromisarios catalanes votaron por Jaime de Urgel y el tercer compromisario valenciano se abstuvo. Autores posteriores sostienen que no hay documentación coetánea que confirme que se dieron estas votaciones secretas ni hay testimonios de la época que conozcan esta versión de los hechos, que solo comenzaría a difundirse muy posteriormente en los libros de historia. Así pues, si bien se ha repetido este relato hasta la actualidad, y aunque sin duda los jueces deliberarían y posiblemente tendrían diferencias, todos los acuerdos tomados en los procesos del Interregno entre la muerte de Martín y la decisión final, incluida la Concordia de Alcañiz, se habían efectuado mediante consenso, sin señalar discrepancias y aprobando las propuestas por unanimidad.
De este modo, Fernando de Trastámara, que se encontraba en Ayllón, fue proclamado rey el 28 de junio de 1412 como Fernando I de Aragón, quien el 5 de agosto entró en Zaragoza, donde juró su título ante las Cortes junto a su hijo Alfonso. 
Desde hace algunos años, se viene celebrando con notable éxito, a finales de junio, la fiesta de Conmemoración del Compromiso en Caspe.

## Valoraciones históricas
Algunos historiadores catalanes, como Lluís Domènech i Montaner, sostienen la tesis de que el Compromiso de Caspe fue perjudicial para Cataluña y que el conde de Urgel era el «candidato catalán». 
Otros autores, como Jaume Vicens Vives, ven en el Compromiso de Caspe un instrumento para salvar el patrimonio político catalán y, a un mismo tiempo, los cimientos de la Monarquía Hispánica, que se apoyó en el pactismo. Si bien los partidarios del conde de Urgel eran sobre todo catalanes, no es menos cierto que la plutocracia catalana deseaba el apoyo castellano para superar la crisis económica en que se encontraban y las amenazas que sufría el imperio mediterráneo de la Corona de Aragón.
Manuel Dualde Camarena interpretó que la elección por los compromisarios catalanes del candidato castellano se hizo en beneficio de la paz y la unión del Principado a la Corona de Aragón, así como la estabilidad que aseguraba esta elección respecto a la península ibérica.
Según Luis Suárez Fernández, el Compromiso de Caspe debe ser considerado como un paso esencial hacia la constitución de la Monarquía Hispánica y supuso un precedente clave para las decisiones y acciones que llevó a cabo Fernando El Católico.
En palabras de José Ángel Sesma: 

El breve reinado de Fernando I no supuso de ninguna manera una nueva etapa para la Corona, ni siquiera se puede hablar de un cambio de dinastía. La Casa Real de Aragón seguirá en el trono, al menos durante el siglo XV.
J. A. Sesma Muñoz, El Interregno (1410-1412), 2011, pág. 224.